# Steinbrück Ottó
Steinbrück Ottó (Görgényorsova, 1892 – Szovjetunió, 1937. augusztus 21.) német származású katonatiszt, a közös hadsereg főhadnagya, a Magyarországi Tanácsköztársaság idején katonai parancsnok, Kun Béla adjutánsa, a kommün bukása után a szovjet titkosszolgálat embere. 1937-ben a sztálini nagy tisztogatás során kivégezték.

## Élete
Erdélyben, Görgényorsován született 1892-ben magyarországi német családba. Középfokú iskolai végzettséggel rendelkezett. 1912. március 18-án a Magyar Királyi Honvédség Rendeleti Közlönyében bosznia-hercegovinai 4. számú gyalogezredbeli zászlósként említik, áthelyezve a közös hadsereg tényleges állományából a honvédséghez. 1914-ben már hadnagy, márciusban áthelyezve a sisaki 27. honvéd gyalogezredtől a lugosi 8. honvéd gyalogezredhez. 1917. november elején már főhadnagy volt ugyanott. A Pesti Napló már 1914. június 19-i számában megemlítette a nevét: „Kiár Rudolf honvéd főhadnagy és Steinbrück Ottó hadnagy észrevette, hogy egy kis kunyhó tetején, amelyet a viz teljesen elöntött, több ember segítségért kiált. A honvédfőhadnagy és hadnagy Péchy fegyvermesterrel együtt a rohanó árba ugrott, hogy a segítségért kiáltozókat megmentsék a vizbefulástól. Péchy fegyvermester már fulladozni kezdett, őt is ki kellett menteni. A két honvédtiszt nehéz viaskodás után elérte a viskót és a tetején lévő embereket saját életük kockáztatásával a partra vonszolták.” Ugyanerről a történetről a Népszava és a Budapesti Hírlap aznapi száma is beszámolt.
Az Osztrák-Magyar Hadsereg tisztjeként 1917-ben orosz hadifogságba esett. 1918-tól volt a KMP tagja. A Tanácsköztársaság hadseregének egyik szervezője, hadtestparancsnok-helyettes, Kun Béla adjutánsa volt, emellett az I. budapesti vörösezred parancsnoka. 1919 áprilisában beválasztották a budapesti IX. kerületi munkás– és katonatanácsba, 1919 májusában pedig részt vett Szolnok visszafoglalásában. 
Elvtársak! Fiúk! Megindulunk, támadni fogunk. Szükségünk van területeinkre, levegőre, mert csak így tudjuk felépíteni a szocialista Magyarországot. Most megindulunk fiúk, és ha megindulunk még az úristen is vörös lesz.
A bukás után letartóztatták, 1919–20-ban politikai fogoly, majd 1920–21-ben illegális munkán volt Németországban, ahol letartóztatták és Oroszországba toloncolták. Az 1921–22-ben az antant országaival foglalkozó Cseka Különleges Osztály 15. részlegének meghatalmazottja volt. 1922-23 években az OGPU Külföldi Osztályának határon túli részlegének megbízottja. 1923 és 1925 között Németország Kommunista Pártjának katonai szervezetében működött, majd a Cseka Külföld osztályának rezidense volt Svédországban. 1925-ben Artur Artuzov az OGPU Kémelhárítási Osztályának vezetője visszarendelte és kinevezte a Kémelhárítási Osztály német részlegének vezetőjévé.
1925-től négy éven át az OGPU Kémelhárítási Osztály 8. (német) részlegét vezette. Az 1920–30-as években az OGPU Nyugati területek külképviseleteinek kémelhárítási osztályának vezetője volt, 1931 és 1935 között az OGPU Külföld osztályát irányította, majd Artur Artuzovval együtt a Vörös Hadsereg Felderítési igazgatóságához került, így azok között a két-három legnagyobb formátumú ember között volt, akik abban az időben átmentek az OGPU-tól a Felderítési Igazgatósághoz. 1935 és 1937 között az első számú felderítési igazgatóságot vezette, amely ügynöki felderítést végzett a Nyugaton. 
1937. április 21-én letartóztatták. Az NKVD és a Szovjetunió Ügyészsége augusztus 21-én halálra ítélte, majd még aznap agyonlőtték, ugyanazon a napon, mint Artur Artuzovot és Fjodor Karint. 1957. szeptember 10-én rehabilitálták. A Donszkoje-temetőben van eltemetve.

## Kitüntetései
- 1912/13-as Emlékkereszt.
- Katonai Érdemérem piros szalagon (bronz).[2]